# راسينغ كلوب بورتوينسي
راسينغ كلوب بورتوينسي (بالإسبانية: Racing Club Portuense)‏ نادي كرة قدم إسباني تم تأسيسه في عام 1928 , وتم حله في عام 2013.

## روابط خارجية
- Racing Club Portuense